# カレル・ファン・エフモント

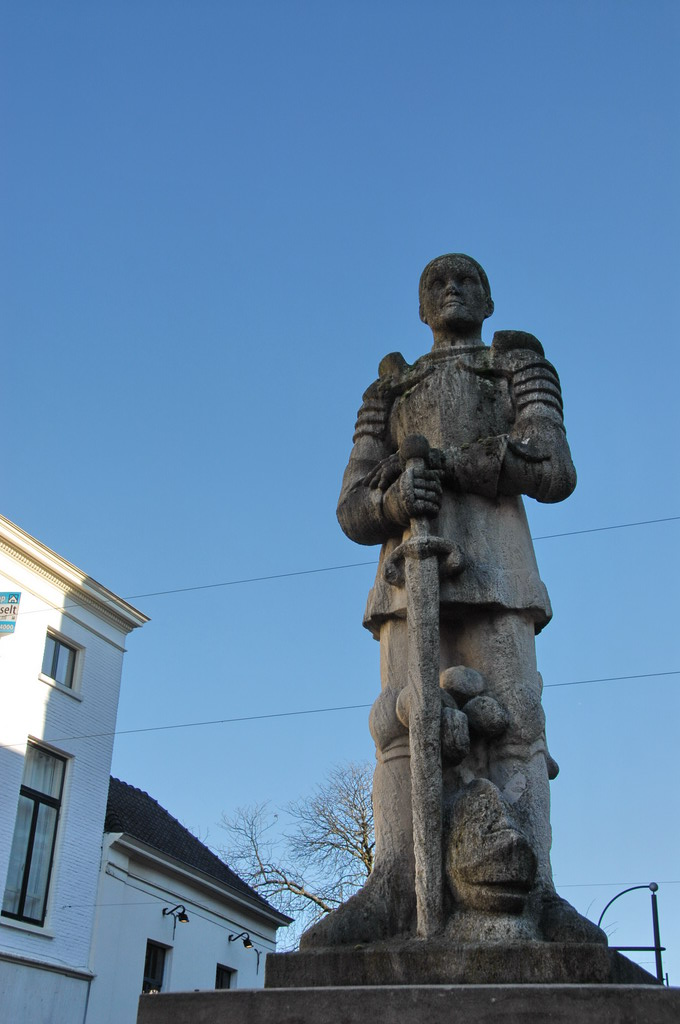
アルンヘムに建つカレルの石像

カレル・ファン・エフモント（Karel van Egmond, 1467年11月9日 - 1538年6月30日）は、ドイツ＝オランダ系のゲルデルン（ヘルレ）公（在位：1492年 - 1538年）。第三次ゲルデルン継承戦争における中心人物として知られる。

## 生涯
ゲルデルン公アドルフとその妻でブルボン公シャルル1世の娘であるカトリーヌの間に双子の片割れとして生まれた。双子の姉フィリッパはロレーヌ公ルネ2世に嫁いだ。父と祖父アルノルトの家督争いを利用してゲルデルン公領を奪取した義理の叔父ブルゴーニュ公シャルル（突進公）の宮廷で養育された。成長するとブルゴーニュ公爵家のフランス王家との戦争に従軍し、1487年にはベテューヌにおいてフランス側の捕虜となっている。
1492年、ゲルデルンの等族はシャルル突進公の娘婿である神聖ローマ皇帝マクシミリアン1世の執政に反発し、彼に代わって正統なゲルデルン公爵家相続人であるカレルを公爵に推戴した。カレルはフランス王家の支援で公爵位を保っていたが、1505年にマクシミリアン皇帝の長男であるカスティーリャ王フィリップ（美男王）がゲルデルン公領を再征服し、カレルは捕えられてフィリップの家臣に戻された。翌1506年、カレルはスペインに連行され、フィリップのカスティーリャ王戴冠式に出席させられたが、隙を見てアントウェルペンに逃亡した。フィリップがその直後に急死したこともあり、カレルは1513年7月までにゲルデルン公領全域に対する支配権を回復した。
カレルはその後もハプスブルク家との係争を続け、フリース人海賊の頭領ビーア・カルロフ・ドーニアが率いるアルムの黒党が起こした反ハプスブルクの農民反乱にも当初は資金援助を行ったが、その後に反乱軍と敵対すると支援を取りやめた。1528年に神聖ローマ皇帝カール5世との間にホルクム条約を結んで和解を試みるが合意に達せず、両者は1536年にフラーフェ条約を結んでようやく和解した。
1519年2月5日にリューネブルク侯ハインリヒ1世の娘エリーザベトと結婚したが、間に子供は無かった。ただし、カレルには何人かの愛妾との間に6人の庶子がいた。1538年に死去し、没地アルンヘムの聖エウセビウス教会に葬られた。ゲルデルン公領の相続をめぐり、カレルの親族のユーリヒ＝クレーフェ＝ベルク公ヴィルヘルムとカール皇帝との間で係争が再開された。